# ユスティヌス・ファン・ナッサウ

ユスティヌス・ファン・ナッサウの紋章

ユスティヌス・ファン・ナッサウ（Justinus van Nassau, 1559年 - 1631年）は、オラニエ公ウィレム1世の唯一の庶子。オランダ軍の司令官をつとめ、アルマダの海戦においてスペイン無敵艦隊を破り、1624年のブレダ包囲戦において軍を指揮した。ディエゴ・ベラスケスの絵画『ブレダの開城』において降伏の様子が描かれている。

## 生涯
母はエヴァ・エリンクスで、父オラニエ公ウィレム1世の最初の結婚と2度目の結婚の間に愛妾であった。ウィレム1世はユスティヌスを認知し、他の子供たちとともに育てた。
ユスティヌスはライデンで学び、1583年5月17日に中佐になった。1585年2月28日にゼーラント海軍の将軍となり、1588年にスペイン無敵艦隊と戦い、ガレオン船2隻を拿捕した。
1601年から1625年までブレダ総督をつとめた。1625年、11か月の包囲戦の後、スペインの将軍アンブロジオ・スピノラにブレダを明け渡し、ユスティヌスはライデンに戻ることを許された。

## 子女
1597年12月4日、アンナ・ファン・メローデ（1567年1月9日 - 1634年10月8日、ライデン）と結婚し、3人の子供をもうけた。
- ウィレム・マウリッツ（1603年6月 - 1638年、ライデン） - マリア・ファン・アールセン・ファン・ソンメルスデイクと結婚し、以下の子女をもうけた。
  - ユスティヌス
  - ユスティナ（1635年3月 - 1676年頃） - George van Cats ter Coulster（1632年 - 1676年）と結婚
  - アンナ（1638年頃 - 1721年、デン・ハーグ） - ホルン・バーテンブルグ伯ウィレム・アドリアンと結婚
- ルイーズ・ヘンリエッテ（1604年 - 1637/45年）
- フィリップス（1605年 - 1672/5年）

ユスティヌスと妻アンナはライデンのホーフランセ教会に埋葬された。